# Casa Mendelssohn
Casa Mendelssohn (in tedesco Mendelssohn-Haus) è un museo di Lipsia. Il compositore Felix Mendelssohn vi abitò dal 1845 fino alla morte avvenuta nel 1847; il museo è una collezione della sua vita e e delle sue opere.

## Sfondo
Mendelssohn si trasferì a Lipsia nel 1835 quando fu nominato direttore dell'orchestra del Gewandhaus. Nel 1841 lasciò la città per assumere l'incarico di compositore di corte di Federico Guglielmo IV di Prussia a Berlino, durante questo periodo assunse il ruolo di direttore ospite principale dell'orchestra di Lipsia. Nel 1844 si dimise dai suoi incarichi a Berlino e tornò a Lipsia, successivamente si trasferì con la sua famiglia nel 1845 in un appartamento al secondo piano dell'edificio (il suo indirizzo, allora Königstrasse 5, è ora Goldschmidtstrasse 12).
Durante il periodo in cui visse qui nacque sua figlia Elisabeth. Assieme a Niels Gade fu direttore d'orchestra della stagione 1845-46 dei concerti del Gewandhaus. Nel 1846 completò il suo oratorio Elia e ne diresse la prima a Birmingham, in Inghilterra.

## Il museo

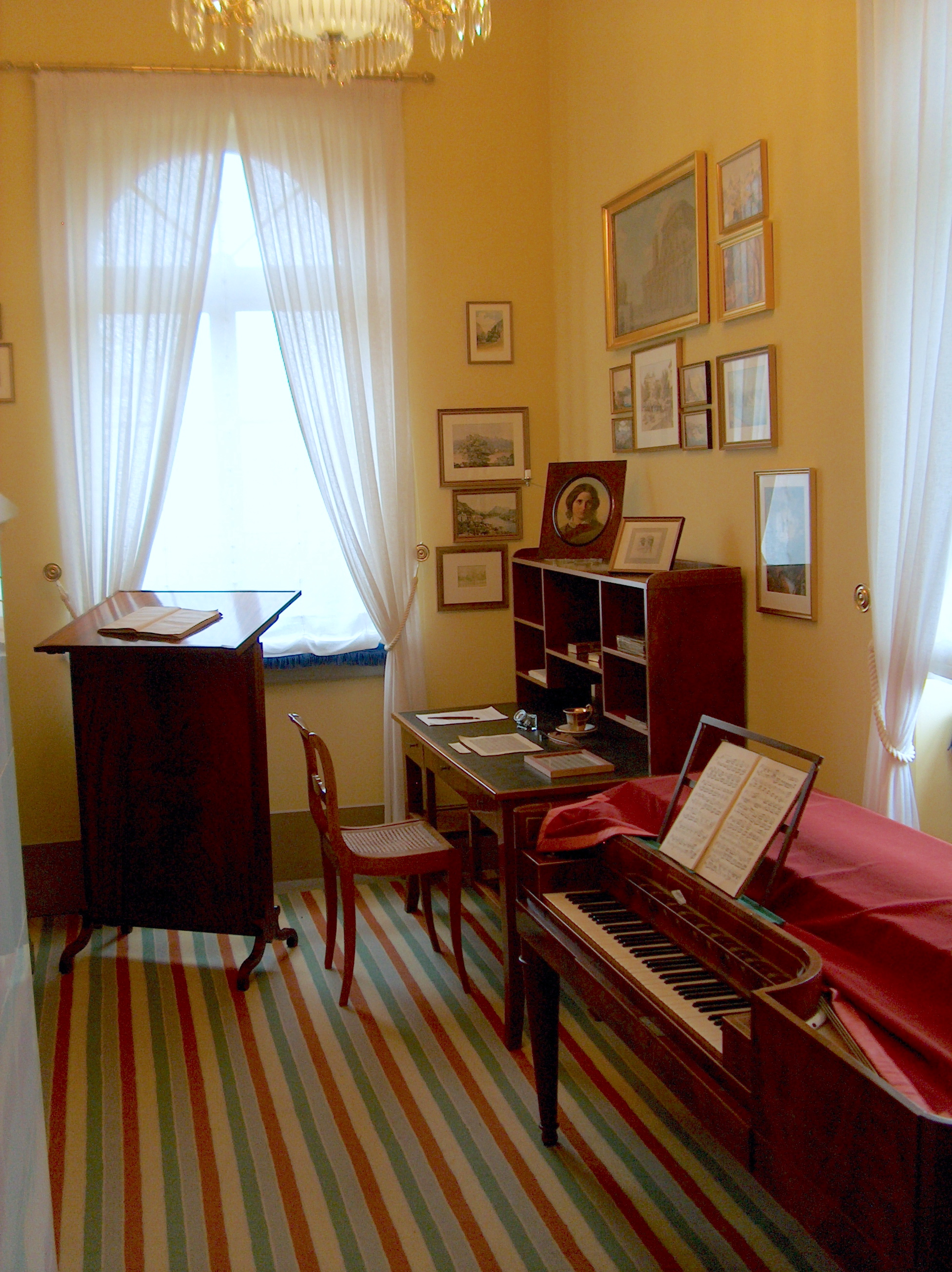
Lo studio di Mendelssohn, una sala del museo.

La Fondazione Internazionale Mendelssohn fu fondata nel 1991 con Kurt Masur come presidente, lo scopo della fondazione era quello di salvare e restaurare l'ultima casa di Mendelssohn a Lipsia. Il museo fu aperto nel 1997.
È stato riportato all'aspetto che aveva durante il periodo in cui visse il compositore ed arredato nello stile del tardo Biedermeier. Ci sono informazioni su vita ed opera di Mendelssohn (in particolare sul suo periodo a Lipsia), documenti scritti, spartiti musicali e acquerelli dipinti dal compositore. Il museo ha un salone di musica dove si tengono concerti.
Il museo è incluso nel Blaubuch (Libro Blu) del Governo federale della Germania, come importante sito culturale.
Da novembre 2017 la mostra permanente del museo è stata ampliata con una sezione museale in onore del lavoro di sua sorella Fanny Mendelssohn.

## Fondazione Felix Mendelssohn Bartholdy
La Fondazione Felix Mendelssohn Bartholdy è stata fondata nel 2003, con il sostegno del consiglio comunale di Lipsia. Il suo scopo è di sostenere edizioni complete delle opere di Mendelssohn (musiche, lettere e dipinti) ed aiutare giovani musicisti.
L'Accademia Internazionale Mendelssohn presso la Mendelssohn House è stata fondata da Kurt Masur nel 2008. Offre corsi di canto, direzione d'orchestra o altri aspetti della creazione musicale tenuti da musicisti di grande prestigio.